# (4956) Noymer
(4956) Noymer – planetoida z pasa głównego asteroid okrążająca Słońce w ciągu 3,82 lat w średniej odległości 2,44 j.a. Odkrył ją Robert McNaught 12 listopada 1990 roku w Obserwatorium Siding Spring. Planetoidę nazwano 4 listopada 1991 roku z okazji dwudziestych urodzin Andrew J. Noymera, wówczas studenta Uniwersytetu Harvarda, który podczas pobytu w Obserwatorium Siding Spring odkrył kilka planetoid.